# موسيس سيمون
موسيس سيمون (بالإنجليزية: Moses Simon)‏ (12 يوليو 1995 جوس نيجيريا - ) هو لاعب كرة قدم نيجيري، يلعب كمهاجم.

## وصلات خارجية
موسيس سيمون على موقع الاتحاد الأوربي (الإنجليزية)
- موسيس سيمون على موقع قاعدة بيانات كرة القدم.إي يو (الإنجليزية)
- موسيس سيمون على موقع ليكيب (الفرنسية)
- موسيس سيمون على موقع ناشيونال فوتبول تيمز (الإنجليزية)
- موسيس سيمون على موقع Soccerway.com (الإنجليزية)
- موسيس سيمون على موقع عالم كرة القدم.نت (الإنجليزية)
- موسيس سيمون على موقع AS.com (الإسبانية)